# 越南托洛茨基主义

越南托派组织“斗争团体”的旗帜

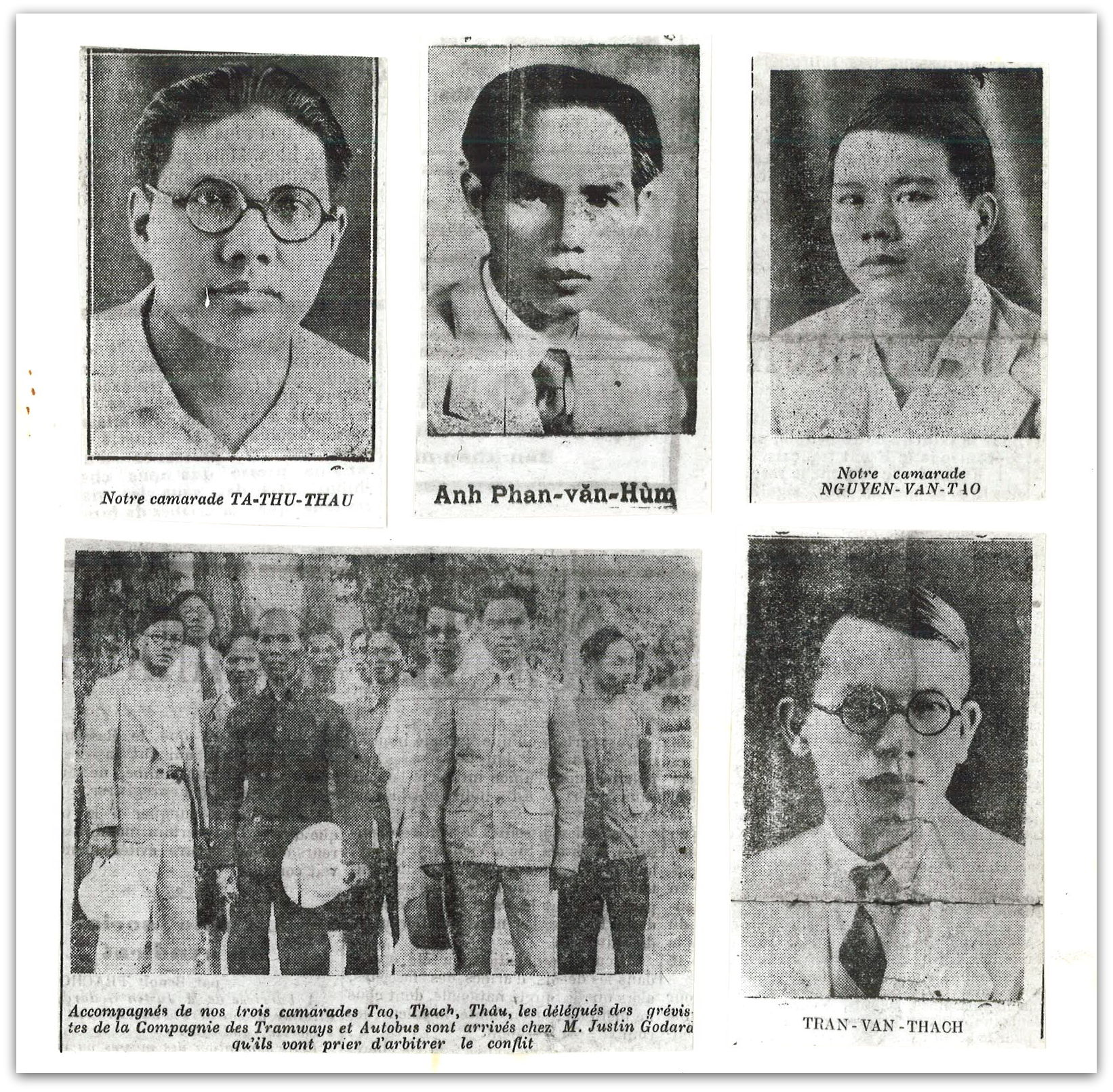
越南主要托洛茨基主义者，左上角为谢秋收。

越南托洛茨基主义（直译：「第四国际党」）由那些反对印度支那共产党和胡志明的政治路线的越南左翼力量代表，他们响应列夫·托洛茨基的号召，主张以“无产阶级国际主义”和“不断革命”的原则重新建立“无产阶级先锋党”。20世纪30年代，他们活跃于西贡的码头、工厂和运输业组织，在交趾支那对印度支那共产党构成重大挑战。1945年9月西贡发生反对恢复法国殖民统治的起义后，越南托洛茨基主义者遭到斯大林主义阵线组织越南獨立同盟會和法国“安全”组织的系统追捕与清洗。